# Savoir aimer (chanson)
Pour l’article homonyme, voir Savoir aimer.
Singles de Florent Pagny
Oh Happy Day
(1996) Chanter
(1998)
Pistes de Savoir aimer
Dors
Savoir aimer est une chanson écrite par Lionel Florence, composée par Pascal Obispo et interprétée par Florent Pagny. Elle figure sur l'album du même titre dont elle est le premier morceau extrait en single en octobre 1997. Le clip de Savoir aimer est un chansigne de cette chanson par Florent Pagny.

## Liste des titres du CD single
1. Savoir aimer - 4:43
2. Combien ça va - 3:40

Combien ça va, écrit et composé par Zazie, est également extrait de l'album Savoir aimer.

## Classement
La chanson se classe numéro un des ventes en France pendant neuf semaines et en Belgique durant quatre semaines.
| Classement (1997)                       | Position |
| --------------------------------------- | -------- |
| France (SNEP)                           | 1        |
| Belgique (Wallonie Ultratop 50 Singles) | 1        |

## Certification
| Région                                                                                                 | Certification | Ventes/Streams |
| --- | ------------- | -------------- |
| France (SNEP)                                                                                          | Diamant       | 750 000*       |
| *Ventes selon la certification ^Mise en rayon selon la certification xNon précisé par la certification |               |                |

## Reprises
- 1999 - Liesbeth List dans l'album Vergezicht (Heb het leven lief, version néerlandaise)
- 2008 - Yasmine (Heb het leven lief)
- 2011 - Les Prêtres dans l'album Gloria
- 2014 - Amandine Bourgeois dans l'album Au masculin
- 2017 - le groupe fictif dans le film Coexister